# Julen Aguinagalde
Julen Aginagalde Akizu (Irún, Guipúzcoa, 8 de diciembre de 1982) es un ex-balonmanista español, que jugaba de pivote. 
Su último equipo fue el Bidasoa Irún de la Liga Asobal, tras su paso por Bidasoa Irún, Ademar de León, BM. Ciudad Real, BM. Atlético Madrid y KS Kielce. Fue internacional absoluto con la selección española desde 2006 a 2023, con la que se proclamó campeón del mundo en 2013 y campeón de Europa en 2018 y 2020. 
Su hermano, Gurutz Aguinagalde, es también balonmanista.

## Trayectoria

### Selección nacional
Jugó con la selección española absoluta, el 10 de junio de 2006, en un amistoso con victoria ante Alemania (30–31). La primera fase final que disputó, fue el Campeonato de Europa de 2008. También fue preconvocado para los Juegos Olímpicos de Pekín 2008, aunque finalmente el seleccionador en ese momento, Juan Carlos Pastor, decidió descartarlo para la cita olímpica. Julen participó posteriormente en el Mundial de 2009, en la que el combinado nacional acabó en un decepcionante 13º puesto. en el Europeo de 2010, concluyendo en sexto puesto y en el Mundial de 2011, en el que consiguieron la medalla de bronce.
En 2013, España se proclamó campeona siendo anfitriona, campeona del mundo en el Palau Sant Jordi de Barcelona ante Dinamarca, por un aplastante 35-19. Julen fue nombrado «mejor pivote del campeonato». En el Europeo de 2016, España alcanzó el subcampeonato, siendo Julen nombrado por segunda vez en el torneo, «mejor pivote del campeonato». En la siguiente edición del Europeo en 2018, España se proclamaría por primera vez en la historia, campeona continental.

## Clubes
| Club               | País    | Año         |
| ------------------ | ------- | ----------- |
| Bidasoa Irún       | España  | 1999 - 2006 |
| Ademar de León     | España  | 2006 - 2009 |
| BM Ciudad Real     | España  | 2009 - 2011 |
| BM Atlético Madrid | España  | 2011 - 2013 |
| Vive Kielce        | Polonia | 2013 - 2020 |
| Bidasoa Irún       | España  | 2020 - 2023 |

## Palmarés

### Selección nacional
| Juegos Olímpicos   | Juegos Olímpicos          | Juegos Olímpicos  | Juegos Olímpicos |
| Año                | Lugar                     | Medalla           |                  |
| ------------------ | ------------------------- | ----------------- | ---------------- |
| 2020               | Tokio                     | Medalla de bronce |                  |
| Campeonato Mundial |                           |                   |                  |
| Año                | Lugar                     | Medalla           |                  |
| 2011               | Suecia                    | Medalla de bronce |                  |
| 2013               | España                    | Medalla de oro    |                  |
| Campeonato Europeo |                           |                   |                  |
| Año                | Lugar                     | Medalla           |                  |
| 2014               | Dinamarca                 | Medalla de bronce |                  |
| 2016               | Polonia                   | Medalla de plata  |                  |
| 2018               | Croacia                   | Medalla de oro    |                  |
| 2020               | Austria, Noruega y Suecia | Medalla de oro    |                  |

### CB Ademar León
- Copa ASOBAL (2008-09)
- Subcampeón Copa del Rey (2006-07)
- Subcampeón Copa ASOBAL (2007-08)
- Subcampeón Recopa de Europa (2006-07)

### BM. Ciudad Real
- Liga ASOBAL (2009-10)
- Copa ASOBAL (2010-11)
- Copa del Rey (2010-11)
- Supercopa de España (2010-11)
- Mundial de Clubes (2009-10)
- Subcampeón Liga ASOBAL (2010-11)
- Subcampeón Copa ASOBAL (2009-10)
- Subcampeón Supercopa de España (2009-10)
- Subcampeón Liga de Campeones de la EHF (2010-11)
- Subcampeón Mundial de Clubes (2011)

### BM. Atlético de Madrid
- Supercopa de España (2011-12)
- Copa del Rey (2011-12) y (2012-13)
- Mundial de Clubes (2012)
- Subcampeón Supercopa de España (2012-13)
- Subcampeón Liga ASOBAL (2011-12) y (2012-13)
- Subcampeón Liga de Campeones de la EHF (2011-12)
- Subcampeón Copa ASOBAL (2012-13)

### KS Kielce
- Liga de Campeones de la EHF (2015-16)
- Liga de Polonia de balonmano (7): 2014, 2015, 2016, 2017, 2018, 2019, 2020
- Copa de Polonia de balonmano (6): 2014, 2015, 2016, 2017, 2018, 2019

### Distinciones individuales
- Jugador del Año de la IHF:
  - 3ª posición (1): 2012[7][8]
- MVP de la Liga ASOBAL (3): 2010, 2012 y 2013[9][10]
- Mejor Pivote de la Liga ASOBAL (4): 2010, 2011, 2012 y 2013
- Mejor Pivote de la Liga de Campeones (2): 2013 y 2019
- Mejor Pivote del Mundial (1): 2013
- Mejor Pivote del Europeo (2): 2014[11] y 2016